# Roella squarrosa
Roella squarrosa là loài thực vật có hoa trong họ Hoa chuông. Loài này được P.J.Bergius miêu tả khoa học đầu tiên năm 1767.